# Juan Rodríguez Juárez
Juan Rodríguez Juárez (Ciudad de México, 14 de julio de 1675-1728), pintor del Barroco mexicano que vivió en el virreinato de Nueva España.

## Biografía
Perteneció a una extensa familia de pintores del México virreinal, entre los que cabe citar a su abuelo José Juárez. Su estilo es intermedio entre el tenebrismo y la pintura barroca tardía o rococó. Hacia 1694 pertenecía a una cofradía y ya era asistente de pintor. Tuvo como maestro a José de Padilla y trabajó en su taller. 
En 1719 fue contratado para ejecutar algunas de las piezas centrales del Altar de los Reyes de la Catedral Metropolitana: la Adoración de los Magos y la Asunción de la Virgen.
Cultivó el género retratístico destacando su Retrato del arzobispo José de Lanciego y el del virrey Fernando de Alencastre, duque de Linares.

## Galería

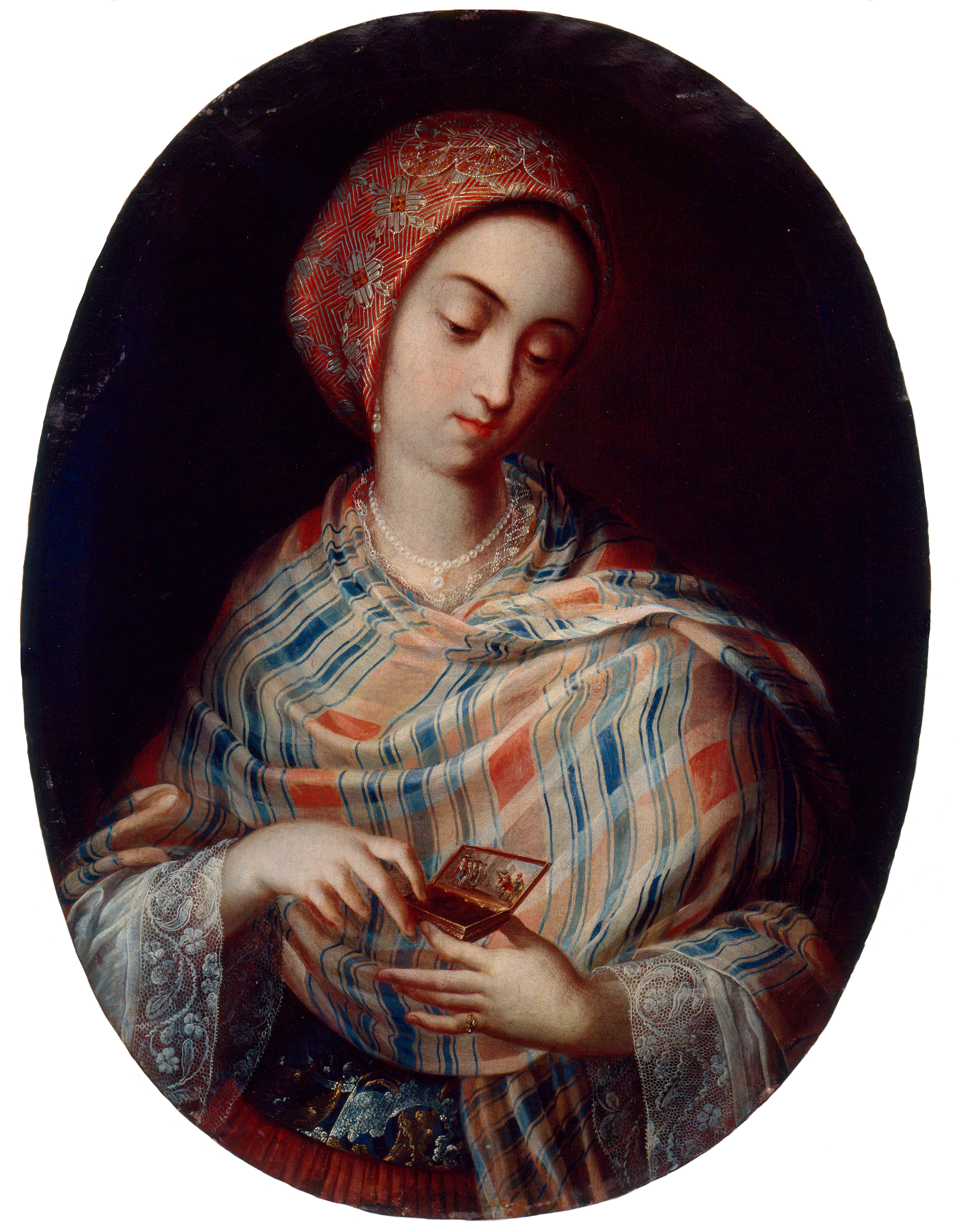
Dama con rebozo, sin fecha,  Castillo de Chapultepec, Ciudad de México
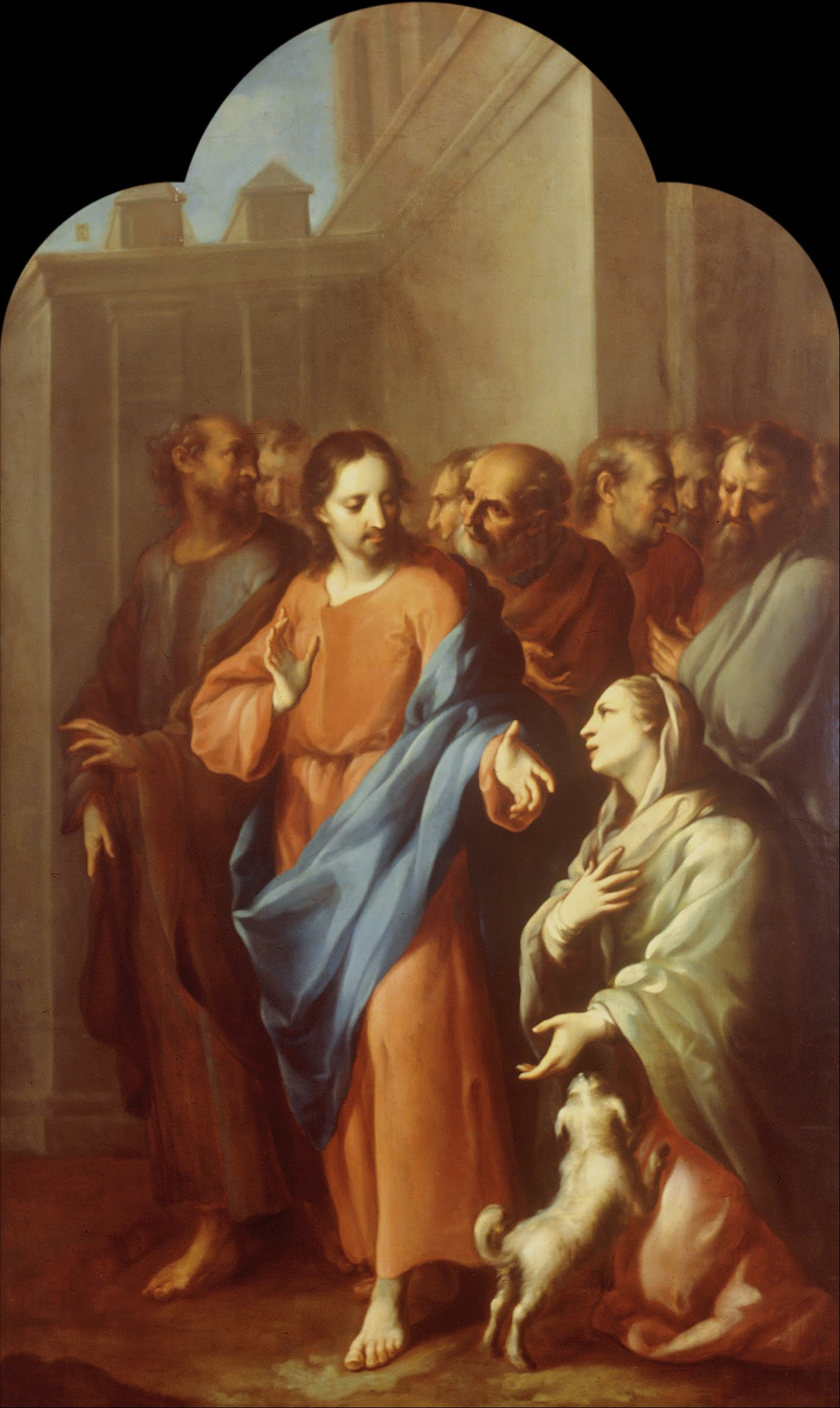
Jesús con la mujer enferma, sin fecha, MUNAL, Ciudad de México
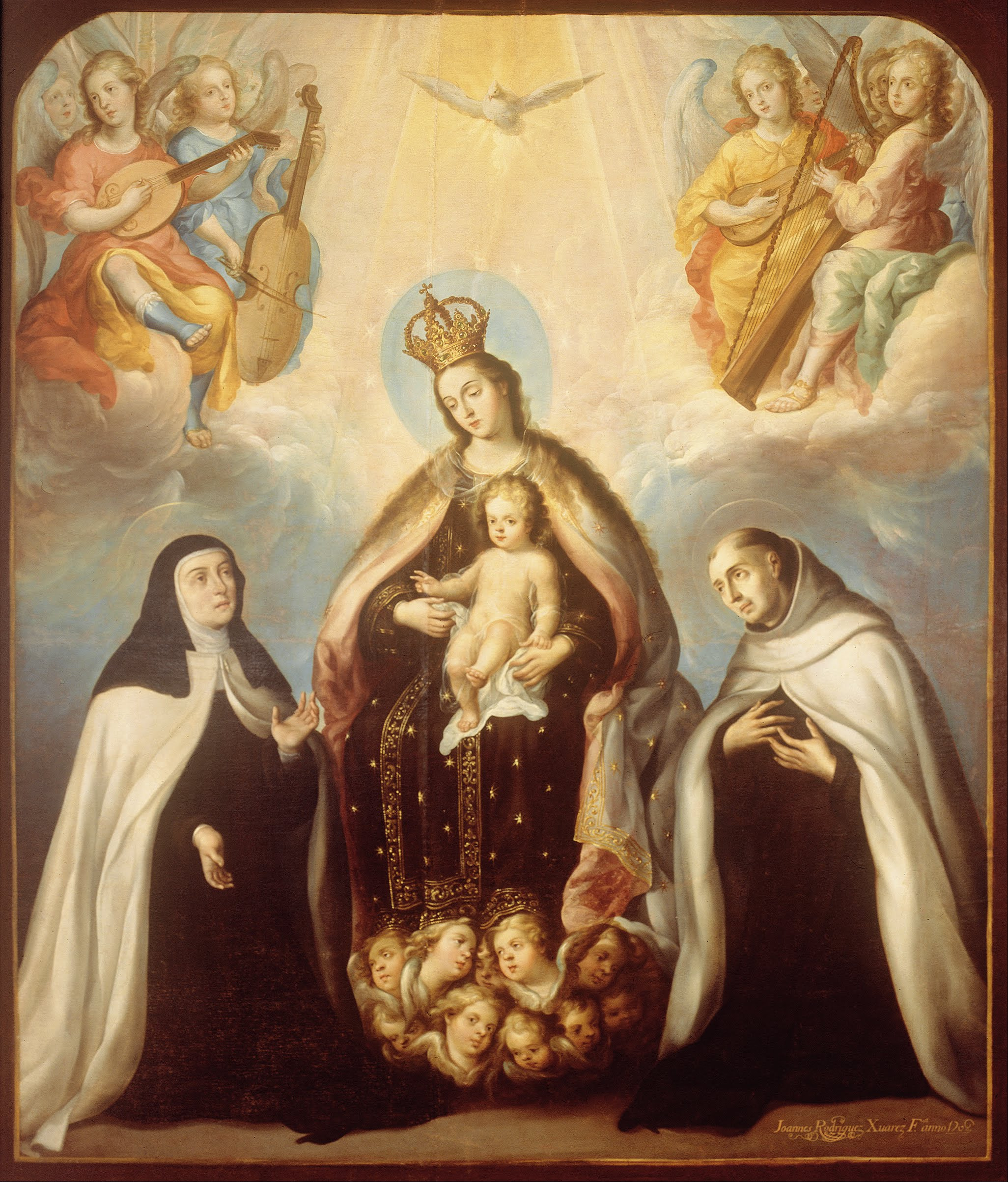
La virgen del Carmen con santa Teresa y san Juan de la Cruz, sin fecha, MUNAL, Ciudad de México
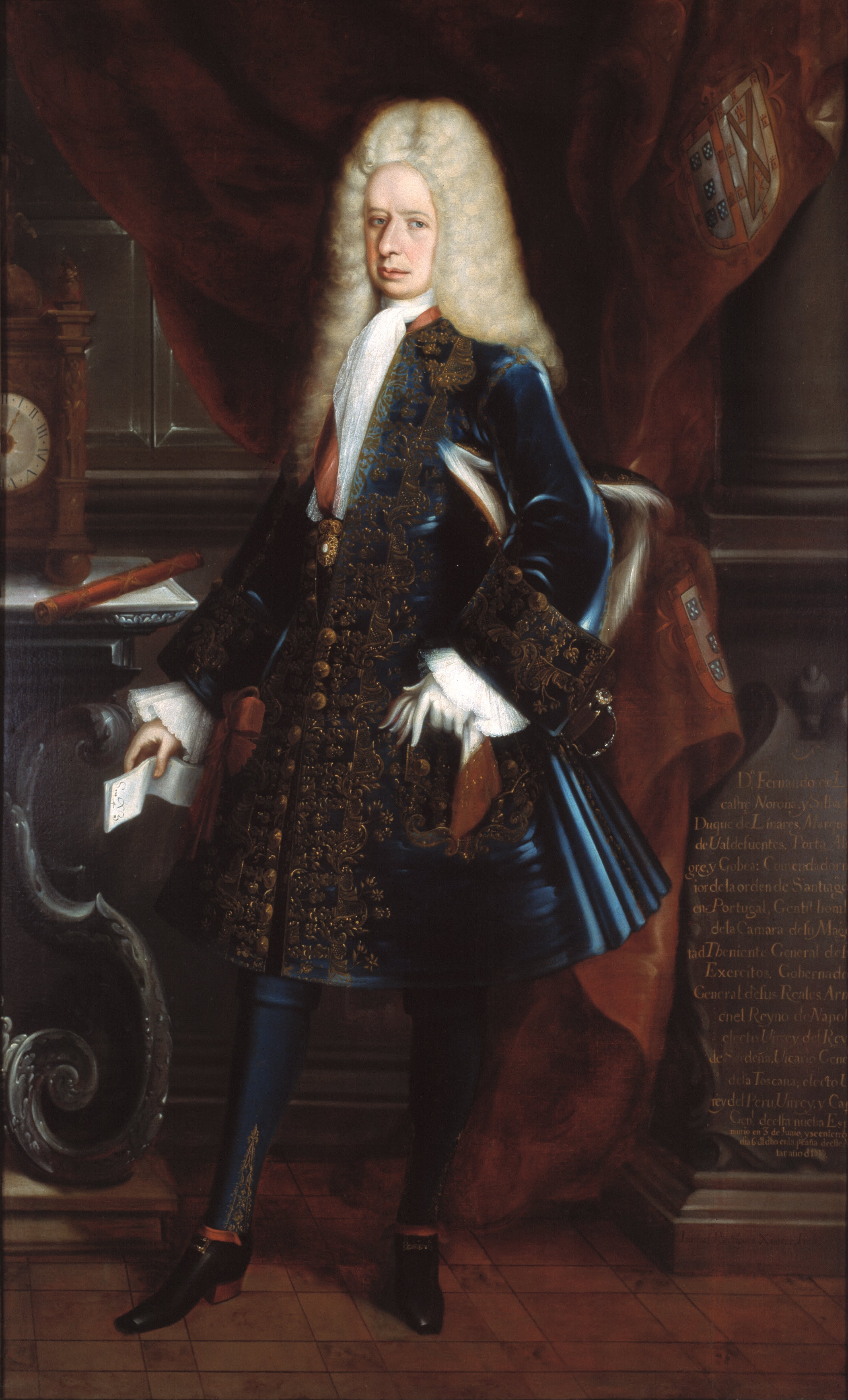
Retrato del virrey Fernando de Alencastre Noroña y Silva, c. 1717, MUNAL, Ciudad de México
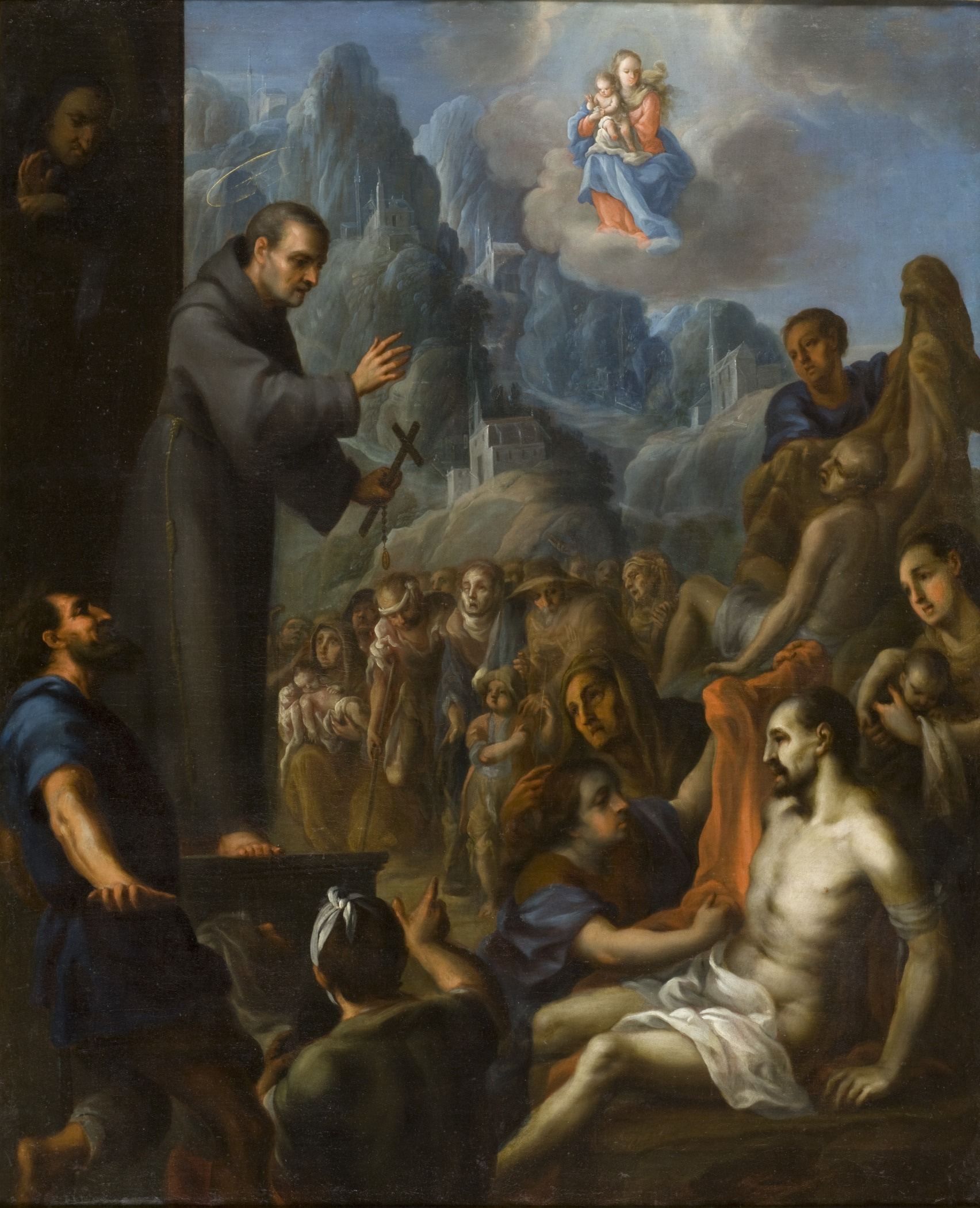
Milagros del beato Salvador de Horta, c. 1720, LACMA, Los Angeles
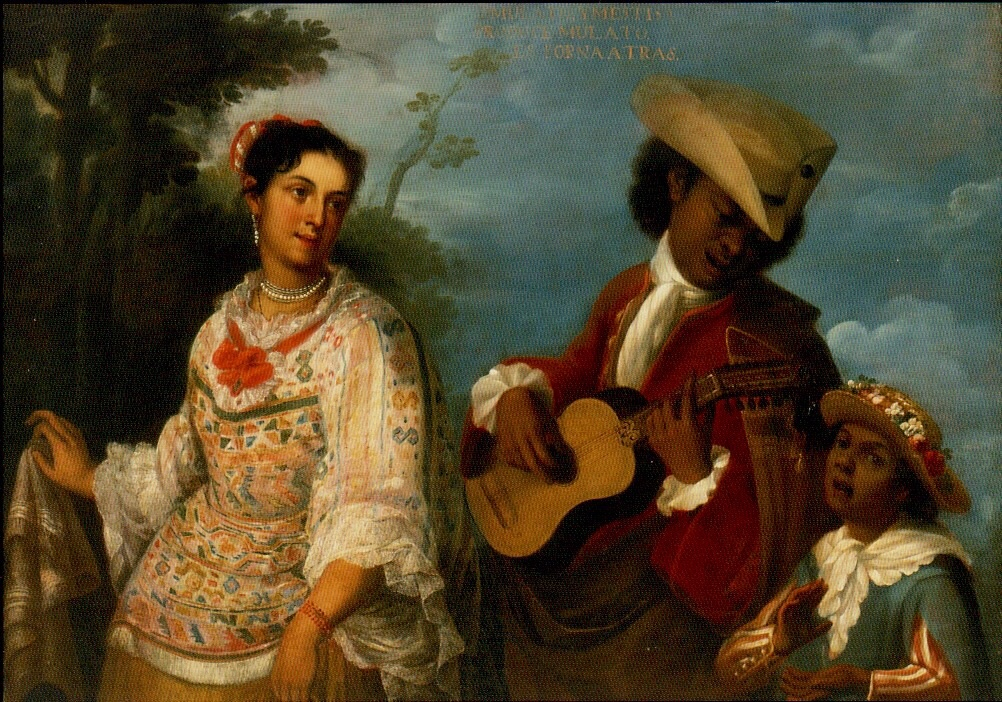
De mulato y mestiza, produce mulato, es torna atrás, ca. 1715, Colección Pérez Simón
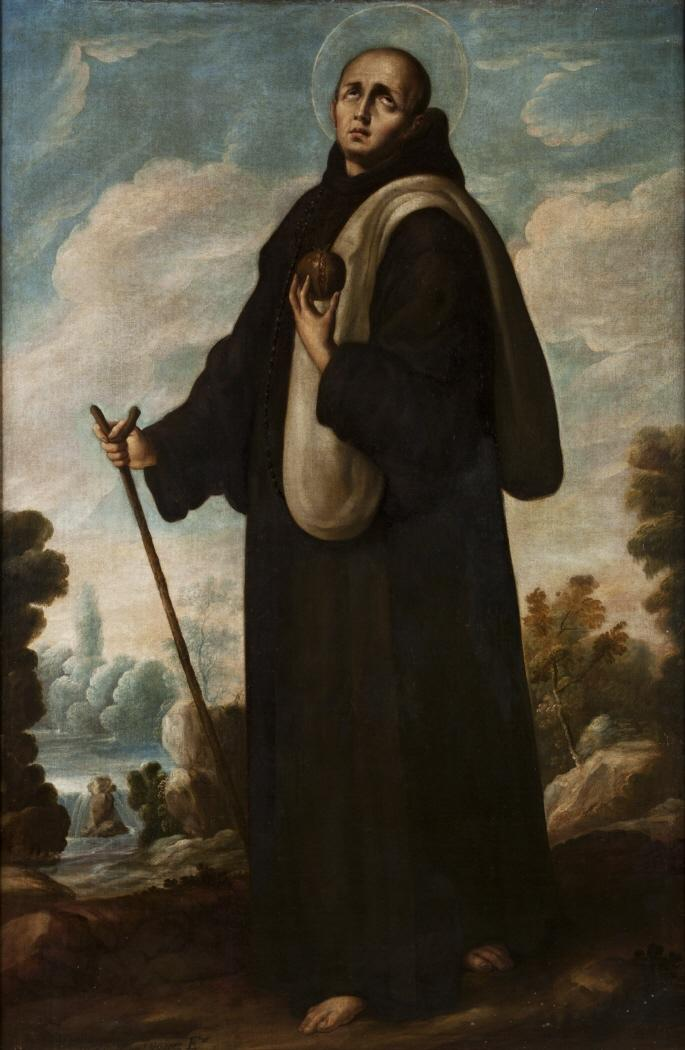
San Juan de Dios, óleo sobre lienzo, 174,5 x 110,5 cm, Museo de América, Madrid
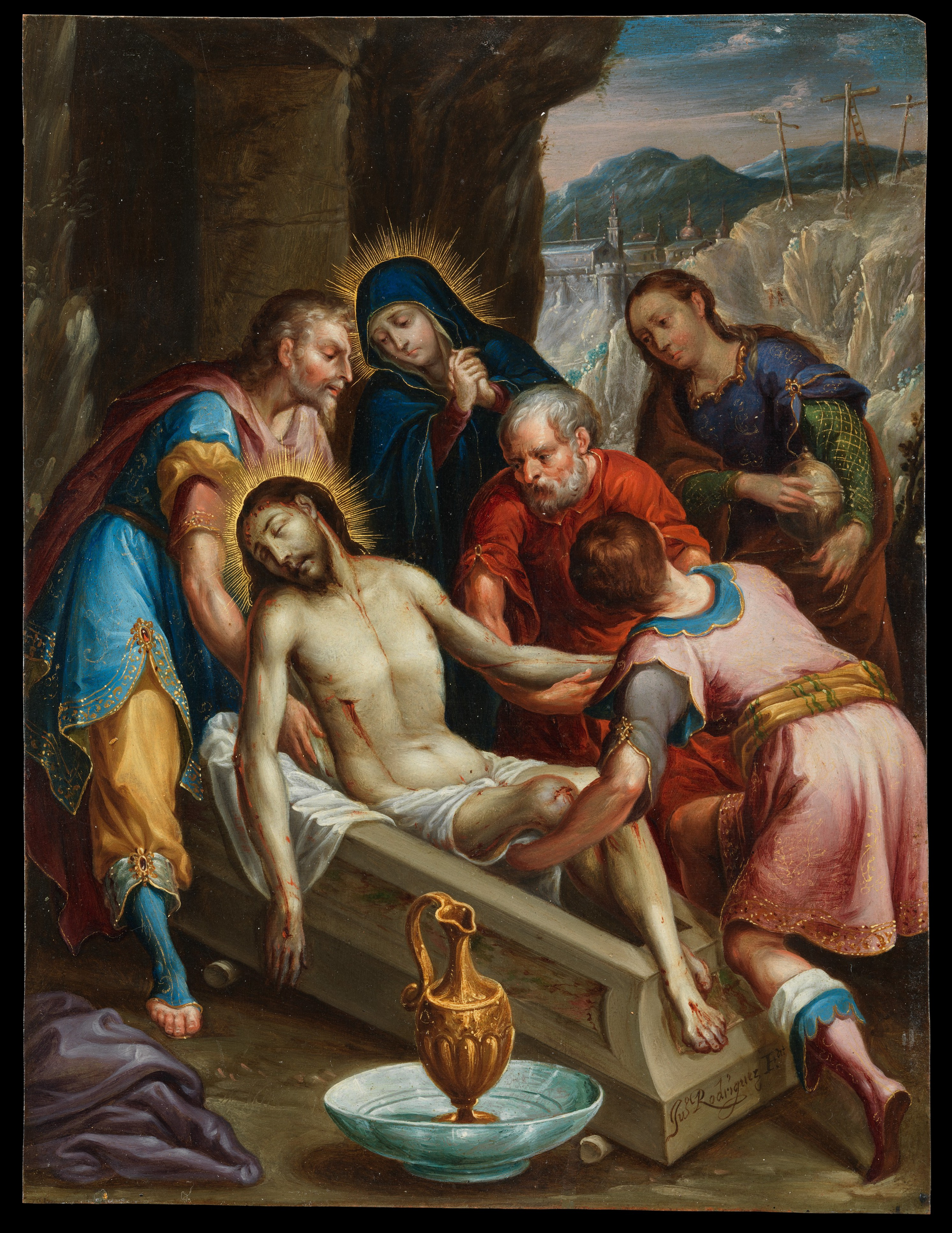
Entierro de Cristo, c. 1702, óleo y oro sobre cobre 25.9 × 19.7 cm, Museo Metropolitano de Arte, Nueva York